# Fritz Diedering
Fritz Diedering (* 24. November 1931 in Halle (Saale); † vor 28. März 2025) war ein deutscher Maler und Grafiker.

## Leben
Fritz Diedering absolvierte von 1950 bis 1951 eine Schriftsetzerlehre mit Abitur. Anschließend begann er ein Studium in der Fachrichtung Malerei an der Hochschule für Grafik und Buchkunst Leipzig bei Elisabeth Voigt. Krankheitsbedingt unterbrach er das Studium von 1953 bis 1956 und setzte von 1957 bis 1961 sein Studium an der Hochschule für industrielle Formgestaltung Halle-Giebichenstein bei Kurt Bunge, Willi Sitte, Meinolf Splett und Lothar Zitzmann fort, welches er 1961 mit dem Diplom abschloss. Er lernte dabei Brigitte Mahn kennen, die er heiratete. Die Ehe ging später wieder auseinander. Von 1961 bis 1963 war Diedering Werbegrafiker im Klubhaus der Chemischen Werke Buna. Danach arbeitete er bis 1965 als Grafiker im Büro für Städtebau des Bezirkes Karl-Marx-Stadt, danach war er in Karl-Marx-Stadt bzw. Chemnitz freischaffend tätig. Von 1992 bis 1997 hatte er eine Professur für Naturstudium im FB Angewandte Kunst Schneeberg der Westsächsischen Hochschule Zwickau.
Diedering war von 1965 bis 1990 Mitglied im Verband Bildender Künstler der DDR, 1971 war er amtierender Vorsitzender der Bezirksverbands Karl-Marx-Stadt und 1974 dessen Vorsitzender. Studienreisen führten ihn in die BRD, nach Bulgarien, CSSR, Irak, Italien, Jugoslawien, Polen, UdSSR, Ungarn und Westberlin.

## Fotografische Darstellung Dieterings
- Christine Stephan-Brosch: Porträt Fritz Dietering (1973–1976)[2]

## Werkbeispiele

### Baugebundene Werke
- 1964 Kindergarten Karl-Marx-Stadt, Lohstraße, Schleiflackmalerei
- 1967 Post und Umwelt, Emulsionsfarben auf Stuck, Hauptpostamt Karl-Marx-Stadt
- 1969 Wandgestaltung mit Fayencereliefs, Kieferorthopädisches Zentrum Karl-Marx-Stadt
- 1970 Vier Elemente, Glasfenster, Museum am Theaterplatz, Karl-Marx-Stadt, Gemeinschaftsarbeit mit Michael Morgner
- 1969 bis 1972 Mensch und Technik, Wandbild, Alkydharzfarbe auf Aluminium, Großforschungszentrum Robotron, Karl-Marx-Stadt
- 1978 Jugend, Stele, Keramikspaltplatten, Beton gegossen, Wohngebiet „Fritz Heckert“ Karl-Marx-Stadt

### Von Diedering entworfene Bildteppiche
- 1965 bis 1967 Lob der Arbeit (300 × 450 cm; Städtische Textil- und Kunstgewerbesammlung Karl-Marx-Stadt)[3]

- 1971 bis 1972 Unser sozialistisches Leben (vormals im Rat des Bezirkes Karl-Marx-Stadt)
- 1974 Lebensfreude (200 × 305 cm; Kunstgewerbemuseum Berlin im Schloss Köpenick)
- 1974/1975  Herbst – Zeit der reifen Früchte (1,99 × 3,40 m; vormals im Linden-Restaurant des Palast der Republik, Berlin)[4]
- 1977 Reigen (340 × 200 cm; Konzerthalle „Georg Philipp Telemann“, Magdeburg)
- 1979 bis 1981 Lebensfreude (vormals im FDGB-Ferienheim „Karl Marx“, Schöneck)

### Tafelbilder
- Furche im Schnee (1978, Mischtechnik; Sammlung Erzgebirgische Landschaftskunst, Oelsnitz)[5]
- Stillleben mit Fruchtschale (1978, Öl, 62 × 75 cm)

## Ehrungen (Auswahl)
- 1972 Kunstpreis des Rates des Bezirkes Karl-Marx-Stadt
- 1974 Verdienstmedaille der DDR
- 1976 Banner der Arbeit Stufe 1, im Kollektiv
- 1981 Johannes-R.-Becher-Medaille in Gold
- 1983 Vaterländischer Verdienstorden Silber
- 1988 Hans-Grundig-Medaille

## Ausstellungen (unvollständig)

### Einzelausstellungen
- Leipzig, Karl-Marx-Stadt, Freiberg, Plauen, Meerane, Hainichen, Aue, Schneeberg und Warschau

### Ausstellungsbeteiligungen
- 1967 bis 1988: Dresden, VI. Deutsche Kunstausstellung bis X. Kunstausstellung der DDR
- 1974, 1979 und 1985 Bezirkskunstausstellung Karl-Marx-Stadt
- 1982 Bildnis + Gruppe, Ausstellung der Sektion Maler und Grafiker des VBK/DDR, Karl-Marx-Stadt
- 1984/1985 Karl-Marx-Stadt, Städtisches Museum am Theaterplatz („Retrospektive 1945 – 1984. Bildende Kunst im Bezirk Karl-Marx-Stadt“)
- 1986: Cottbus, Staatliche Kunstsammlungen („Soldaten des Volkes - dem Frieden verpflichtet. Kunstausstellung zum 30. Jahrestag der Na- tionalen Volksarmee“)
- 2024 Die gespaltene Generation, Neue Sächsische Galerie, Chemnitz[6]
- ferner Berlin, Moskau, Pasardschik, Oslo, Stockholm, Ústí nad Labem, Westberlin, Ljubljana, Bukarest, Prag, Bratislava und Wien